# 腹脐草属
腹脐草属（学名：Gastrocotyle）是紫草科下的一个属，为披散、有毛草本植物。该属共有2种，分布于地中海区至亚洲中部和印度西北部。